# 蔡子伊
蔡子伊（英語：Claire，2000年8月27日—），香港人，中国大陆流行女歌手，就读于深圳大學管理学院工商管理专业。2022年，蔡子伊参加《2022中国好声音》，最終成為李榮浩戰隊冠軍，以及獲得全國總決賽亞軍。

## 生平
蔡子伊，2000年8月27日出生于香港，就读于深圳大学管理学院工商管理专业，华语流行乐女歌手。
在《2022中國好聲音》，蔡子伊翻唱了盧冠廷的《人间天堂》，獲得梁靜茹、李克勤、廖昌永、李榮浩四位導師轉身，成為該季兩位獲得「四转」的選手之一。最后两強对決中翻唱了《徐佳瑩》的《言不由衷》獲得了42票夺得全国亞军。
2021年12月，蔡子伊正式亮相嘉行新悦，与此同时，发布了首支个人单曲《爱我久久》。2022年，蔡子伊参加浙江卫视音乐真人秀节目《2022中国好声音》获得全国亚军。同年，她还加盟了浙江卫视中秋赏歌会。
More songs in YouTube = <<蔡子伊 - Topic>>    